# Dive Bomber
Dive Bomber (en. Sturzbomber) ist ein US-amerikanisches Filmdrama aus dem Jahr 1941 von Michael Curtiz. Curtiz inszenierte die als Propagandafilm geltende Produktion nach einer Erzählung von Frank Wead für die Produktionsgesellschaft Warner Bros.

## Handlung
Die Navy-Piloten Joe Blake, Tim Griffin und Swede Larson verbindet eine tiefe Freundschaft. Als Zeichen ihrer Verbundenheit haben alle drei die gleiche Art Zigarettendose. Swede erleidet bei einem Flug in der Nähe von Hawaii eine Ohnmacht. Es kommt zu einem Absturz, bei dem er schwer verletzt wird. Auch eine sofortige Operation durch den Chirurgen Dr. Lee kann Swede nicht retten. Der Arzt zieht sich durch Swedes Tod die Feindschaft von Joe und Tim zu.
Einige Zeit später arbeitet Joe in San Diego als Fluglehrer. Zu seiner Bestürzung erfährt er, dass Dr. Lee das Flugtraining mitmacht, um Erfahrung über gesundheitliche Gefahren für die Piloten aus erster Hand zu erhalten. Der Arzt bekommt Probleme mit einem weiteren Arzt, Lance Rogers, der aus gesundheitlichen Gründen nicht mehr fliegen darf. Dr. Lee erfährt, dass Rogers an seinen Herzproblemen selber schuld ist. Lee und Rogers werden Freunde. Rogers bietet ihm an, ihm bei seinen medizinischen Recherchen in San Diego zu helfen.
Die beiden Ärzte wollen eine Möglichkeit finden, die Piloten vor Bewusstlosigkeit durch einen rapiden Sturzflug zu schützen. Für die Experimente stellt sich Joe als Testpilot zur Verfügung. Lee entwickelt einen Druckluftgürtel, der den Blutverlust im Hirn des Piloten verhindern soll. Rogers muss dem ausgebrannten Tim Flugverbot erteilen. Da Tim jedoch eine Familie zu ernähren hat, lässt er sich bei der kanadischen Luftwaffe einschreiben. Bei einem Flug von San Diego nach Vancouver stürzt Tims Maschine ab. Tim findet bei dem Unglück den Tod.
Lee und Rogers untersuchen nun die Höhenkrankheit. Um ihre Feinde von oben angreifen zu können, erreichen die Piloten große Höhen, was bei vielen zu schwerer Übelkeit führt. Nach Tims Tod ändert Joe seine Meinung über Lee. Die beiden arbeiten nun zusammen, um einen Druckluftanzug zu entwickeln, der die Piloten schützen soll. Bevor Joe mit einem Anzug fliegen soll, wird in einer Spezialkammer getestet. Lee erkennt, dass auch Joe durch die Belastung ermüdet ist, und erteilt ihm Flugverbot. Doch Joe ignoriert Lees Anweisung und startet zum Testflug. In einer Höhe von über 10.000 Metern frieren die Schläuche für die Sauerstoffversorgung ein. Joe stürzt ab, kann jedoch vorher eine Notiz schreiben. Lee soll den Sauerstoff erwärmen, damit die Schläuche nicht einfrieren.
Lee und Rogers werden für ihre Arbeit geehrt. Lee nimmt die Zigarettendosen, die er am Absturzort von Joes Maschine gefunden hat, an sich. Er startet mit der Staffel und wirft die Dose, als letzte Ehre für Joe, aus der Maschine.

## Kritiken
Bosley Crowther von der New York Times zeigte sich in seiner Kritik von der seltsamen Dramaturgie und den außerordentlich farbenprächtigen Inhalten beeindruckt.

## Auszeichnungen
Bert Glennon wurde 1942 in der Kategorie Beste Kamera (Farbe) für den Oscar nominiert.

## Hintergrund
Die Premiere fand am 12. August 1941 in San Diego statt.
Drehorte waren u. a. die Eglin Air Force Base im Norden Floridas, die Marinebasis von San Diego, die Flugzeugträger Enterprise und Saratoga sowie das Cabrillo National Monument.
Der Film ist der letzte von 12 Filmen, bei denen Regisseur Curtiz und Errol Flynn zusammenarbeiteten. In kleinen Nebenrollen spielten Moroni Olsen, Gig Young und Alan Hale junior mit. Produktionsmanager war Al Alleborn, Byron Haskin war für die Spezialeffekte zuständig. Musikalischer Direktor war Leo Forbstein, Orchesterleiter war Hugo Friedhofer. Der spätere Fliegerheld Edward O’Hare war einer der Piloten, die die US Navy zur Verfügung stellten.
Laut einem Bericht der New York Times vom 1. Juni 1941 bereiteten die Technicolorkameras den Sturzkampfbombern Probleme. Die Bomber waren nicht in der Lage, akkurate Sturzflüge durchzuführen. Byron Haskin entwickelte eine spezielle Halterung, die es erlaubte, dass sich eine der zwei mitgeführten Kameras vor- und zurückbewegen konnte.
Die im Film verwendeten Flugzeuge waren Sturzkampfbomber vom Typ Vought Vindicator und Torpedobomber vom Typ Douglas Devastator. Auch Schulflugzeuge, Doppeldecker vom Typ Naval Aircraft Factory N3N, kamen zum Einsatz. Für die Produktion stand ein Budget von 1,7 Millionen US-Dollar zur Verfügung. Da die USA sich für einen möglichen Eintritt in den Krieg vorbereitete, musste das Filmteam mit einem sehr engen Zeitplan arbeiten. Die Dreharbeiten begannen am 20. März 1941 auf der Naval Air Station North Island. Während der Dreharbeiten befahl die Navy einen neuen grauen Tarnanstrich für die Flugzeuge. Der Produktionsleiter Robert Lord konnte erreichen, dass einige der Maschinen ihren vorherigen farbigen Anstrich behielten und so zu den bereits abgedrehten Szenen passten.